# 남위 5도
남위 5도는 적도에서 남쪽으로 5도 떨어진 위선이다. 남태평양, 남아메리카, 대서양, 아프리카, 인도양, 오스트랄라시아를 통과한다. 

## 지나가는 지역
남위 5도는 본초 자오선으로부터 동쪽으로 다음과 같은 지역을 통과한다.
| 좌표                                                  | 국가, 지역, 해역 | 비고 |
| ----------------------------------------------------- | ---------------- | --- |
| 남위 5° 0′ 동경 0° 0′  / 남위 5.000° 동경 0.000°      | 대서양           | |
| 남위 5° 0′ 동경 11° 59′  / 남위 5.000° 동경 11.983°   | 콩고 공화국      | 약 7km |
| 남위 5° 0′ 동경 12° 2′  / 남위 5.000° 동경 12.033°    | 앙골라           | 카빈다주의 월경지 |
| 남위 5° 0′ 동경 12° 38′  / 남위 5.000° 동경 12.633°   | 콩고 민주 공화국 | |
| 남위 5° 0′ 동경 29° 7′  / 남위 5.000° 동경 29.117°    | 탕가니카호       | |
| 남위 5° 0′ 동경 29° 46′  / 남위 5.000° 동경 29.767°   | 탄자니아         | |
| 남위 5° 0′ 동경 39° 8′  / 남위 5.000° 동경 39.133°    | 인도양           | 펨바 해협 |
| 남위 5° 0′ 동경 39° 40′  / 남위 5.000° 동경 39.667°   | 탄자니아         | 펨바섬 |
| 남위 5° 0′ 동경 39° 52′  / 남위 5.000° 동경 39.867°   | 인도양           | 세이셸 아미란테 제도 세이셸 마에섬 남쪽 통과 영국령 인도양 지역 페로스 바노스 제도                                                                                           |
| 남위 5° 0′ 동경 103° 45′  / 남위 5.000° 동경 103.750° | 인도네시아       | 수마트라섬 |
| 남위 5° 0′ 동경 105° 52′  / 남위 5.000° 동경 105.867° | 자와해           | 인도네시아의 작은 섬들을 근접하게 통과 |
| 남위 5° 0′ 동경 119° 28′  / 남위 5.000° 동경 119.467° | 인도네시아       | 술라웨시섬 |
| 남위 5° 0′ 동경 120° 18′  / 남위 5.000° 동경 120.300° | 반다해           | 보니만 - 인도네시아 카바에나섬 북쪽을 통과 |
| 남위 5° 0′ 동경 122° 23′  / 남위 5.000° 동경 122.383° | 인도네시아       | 무나섬과 부톤섬 |
| 남위 5° 0′ 동경 122° 57′  / 남위 5.000° 동경 122.950° | 반다해           | 인도네시아의 여러개의 작은 섬들을 근접하게 통과 |
| 남위 5° 0′ 동경 137° 15′  / 남위 5.000° 동경 137.250° | 인도네시아       | 뉴기니섬 |
| 남위 5° 0′ 동경 141° 0′  / 남위 5.000° 동경 141.000°  | 파푸아뉴기니     | 뉴기니섬 |
| 남위 5° 0′ 동경 145° 47′  / 남위 5.000° 동경 145.783° | 태평양           | 비스마르크해, 파푸아뉴기니의 여러개의 작은 섬들을 근접하게 통과 |
| 남위 5° 0′ 동경 151° 15′  / 남위 5.000° 동경 151.250° | 파푸아뉴기니     | 뉴브리튼섬 |
| 남위 5° 0′ 동경 151° 57′  / 남위 5.000° 동경 151.950° | 태평양           | 솔로몬해 - 파푸아뉴기니 뉴아일랜드섬 남쪽 통과 - 파푸아뉴기니 부카섬 북쪽 통과 명명되지 않은 해역 - 솔로몬 제도 온통자와 환초 북쪽 통과 - 키리바시 니쿠마로로 환초 남쪽 통과 |
| 남위 5° 0′ 서경 81° 4′  / 남위 5.000° 서경 81.067°    | 페루             | 피우라주 |
| 남위 5° 0′ 서경 79° 3′  / 남위 5.000° 서경 79.050°    | 에콰도르         | 에콰도르 최남단 지점에서 약 4km 구간 |
| 남위 5° 0′ 서경 79° 0′  / 남위 5.000° 서경 79.000°    | 페루             | 카하마르카주 아마소나스주 로레토주 |
| 남위 5° 0′ 서경 72° 35′  / 남위 5.000° 서경 72.583°   | 브라질           | 아마조나스주 파라주 마라냥주 피아우이주 세르지피주 세아라주 히우그란지두노르치주                                                                                             |
| 남위 5° 0′ 서경 36° 50′  / 남위 5.000° 서경 36.833°   | 대서양           | |

## 같이 보기
- 남위 4도
- 남위 6도